# Урусов, Василий Алексеевич
О его внуке см. Урусов, Василий Алексеевич (генерал-майор)
Князь Васи́лий Алексе́евич Уру́сов (ок. 1690 — 1741) — русский генерал-поручик, контр-адмирал из рода Урусовых. Участник создания Каспийской военной флотилии. В 1739—41 годах, командуя Оренбургской экспедицией, жестоко подавил восстание башкир.

## Происхождение
По рождению принадлежал к боярским кругам, отодвинутым с первых позиций при дворе петровскими преобразованиями. Родился в семье стольника Алексея Никитича Урусова и его жены Василисы Петровны, дочери окольничего П. А. Долгорукова. Внучатый племянник боярина Ф. С. Урусова, правнук воеводы Семёна Урусова. Старший брат — Григорий Урусов, комендант Петропавловской крепости.

## Жизнь и служба
В 1708 году отправлен с другими молодыми дворянами на стажировку в Соединённые провинции, откуда на военных кораблях ходил в Португалию и в Архангельск. «За скудностью в Амстердаме кораблей» в 1713 году переехал в Копенгаген, где поступил поручиком в датский королевский флот.
После возвращения в Россию (январь 1716) был командирован с поручиком Кожиным на восточные берега Каспийского моря для составления карты этого плохо известного русским края. В 1719 году занимался в Казани постройкой судов, на которых сплавился затем по Волге к Астрахани. В 1722 году наблюдал в той же Астрахани за строительством кораблей, с которыми принимал участие в персидском походе, включая блокаду Дербента и Баку.
После смерти Петра I князь Урусов заведовал Астраханским портом. В 1729 году подал прошение о переводе на Балтийский флот, которое было уважено. В 1730 году состоял в Московской адмиралтейской конторе, сначала советником, затем директором (с чином контр-адмирала). После вступления на престол Анны Иоанновны поставлен управлять Морской академией и школами.
В 1739 году Урусов сменил В. Н. Татищева в должности главного командира Оренбургской комиссии (с чином генерал-поручика). Провёл инспекцию заложенных Татищевым яицких крепостей. Правительство поручило Урусову принять в русское подданство Средний жуз, а заложенный в устье реки Ори «город Оренбург строить на Красной горе». Принимал в Орской крепости казахских ханов Аблая и Абдул-Махмета.
Главным мероприятием Урусова на Южном Урале стало «совершенное окончание бывших башкирских замешаний». Весной 1740 года во время переговоров с предводителями восставших, арестовал башкирских старшин Алдара, Сеитбая Алкалина и Емметя Бикеева. Они были отправлены Урусовым для суда и наказания в Мензелинск к начальнику Башкирской комиссии Л. Я. Соймонову. Восстание башкир было подавлено жестоко: 15 августа 1740 года около Оренбурга провёл публичную экзекуцию и казнь 122 участников восстания, а 17 сентября того же года в Сакмарском городке — 170 человек, у 301 были отрезаны уши и носы. Жёны и дети казнённых были насильно крещены и отданы в крепостную неволю офицерам и солдатам.
Также он занимался калмыцкими вопросами («возвращение калмыцкого владетеля Бая, убежавшего от хана Дондук-Омбы с его дочерью»). При нём татаро-калмыцкая школа продолжала составление лексикона и перевод книг с восточных языков.
Князь Урусов умер в Самаре от цинги 22 июля 1741 года и был похоронен в трапезной Казанского собора. Практически в то же самое время на Красной горе был во второй раз заложен Оренбург (ныне на этом месте село Красногор).

## Семья
Князь Урусов был женат дважды: с 1708 — на Прасковье Михайловне Собакиной (ум. 1714), дочери стольника; вторым браком с 1716 — на княжне Прасковье Петровне Долгорукой, внучке боярина М. Ю. Долгорукова. После смерти мужа она вернулась из Самары в Москву в сопровождении башкира Бигилича, который поселился у неё в доме под именем Елисея. Последнее упоминание о ней датируется 1761 годом, когда она продала свой двор в Москве князю А. А. Прозоровскому. Семья Василия Алексеевича и Прасковьи Петровны была большой (6 сыновей и 3 дочери), но весьма небогатой:
- Михаил (ум. 1795) — подполковник; у него сыновья Александр и Владимир.
- Сергей (1721—1755) — подпоручик.
- Алексей (1722—1796) — полковник; женат на младшей дочери графа Б. П. Шереметева.
- Прасковья (ум. 1793) — девица.
- Фёдор (1727—1793) — поручик, председатель Архангельской уголовной палаты.
- Александр (1729—1813) — генерал-майор.
- Анна (1731—1819) — жена капрала Ф. В. Зиновьева.
- Пётр (1733—1813) — московский губернский прокурор, основатель Петровского театра, у него сын Александр.
- Ирина (1734 — после 1756) — девица в 1756 году.